# 마카오의 문장

마카오의 문장

마카오의 문장(마카오 특별 행정구의 문장)은 마카오를 상징하는 문장이다. 1999년 12월 20일 포르투갈이 마카오를 중화인민공화국에 반환하면서 처음 사용되었다.
마카오의 기를 바탕으로 한 원 모양의 디자인이다. 문장 바깥쪽으로 나온 하얀색 고리 위쪽에는 마카오의 공식 명칭인 "중화인민공화국 오문 특별 행정구"("中華人民共和國 澳門特別行政區")가 중국어 정체자로 쓰여져 있으며 고리 아래쪽에는 "마카오"("MACAU")가 포르투갈어로 쓰여져 있다.

## 역대 마카오의 문장

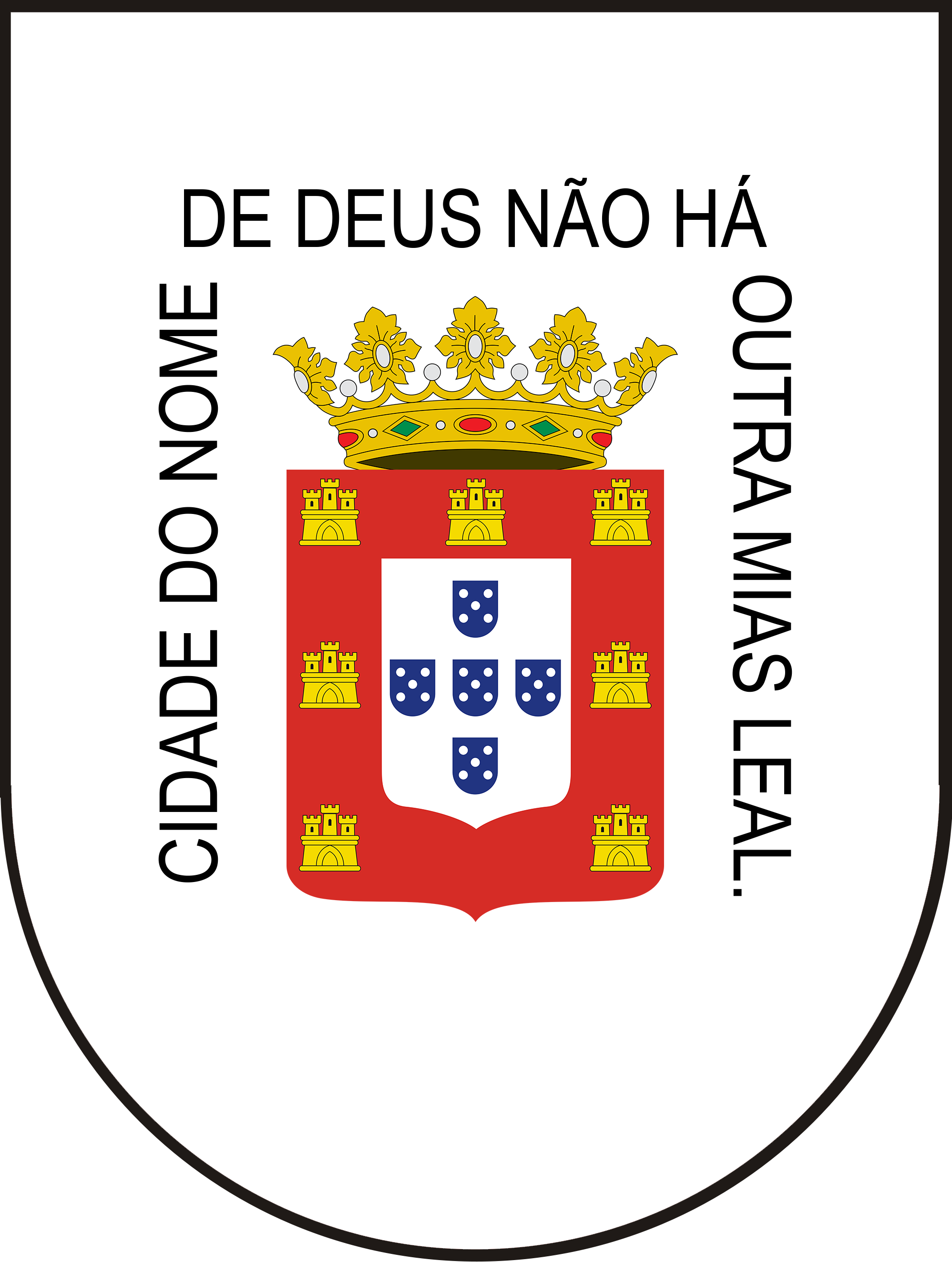
1번째 포르투갈령 마카오의 문장
2번째 포르투갈령 마카오의 문장
1935년부터 1951년까지 사용된 포르투갈령 마카오의 문장
1951년부터 1976년까지 사용된 포르투갈령 마카오의 문장
1976년부터 1999년까지 사용된 포르투갈령 마카오의 문장
1935년부터 1999년까지 사용된 포르투갈령 마카오의 소형 문장

## 같이 보기
- 마카오의 기
- 홍콩의 기
- 홍콩의 문장